# Spencer Plaza
La Spencer Plaza est l'un des plus grands centres commerciaux d'Asie du Sud, situé sur la route de bâti (Madras) officiellement connue sous le nom d'Anna Salai, dans l'État du Tamil Nadu, en Inde.

## Histoire
Les racines historiques de la Spencer Plaza remonte à l'époque Raj britannique, pendant l'année 1863-1864, le premier "Grand Magasin" (ou magasin par départements) du Sous-continent indien (y compris l'Inde, Pakistan, Bangladesh, et Sri Lanka), établi par Charles Durant et J.W. Spencer. Après quelques années, Eugene Oakshott a déplacé le magasin à un nouveau bâtiment de style Indo-Sarrasin (mélange d’architecture indienne et musulmane. Le bâtiment a été conçu par W.N. Pogson. En l'année 1985, le bâtiment original a été détruit dans un incendie. L'actuelle Spencer Plaza a été construite sur le même emplacement. Le centre commercial a été développé par le domaine de Mangal Thirth limité. Il comporte maintenant 3 phases, la phase I, la phase II et la phase III. La phase III est récemment ouverte. La plaza a un certain nombre de magasins des marchandises de beaucoup de marques importantes et international, aussi bien que des marques locales. Il y a également des magasins de détail : bijouterie, vêtements, chaussures, etc.

## Galerie

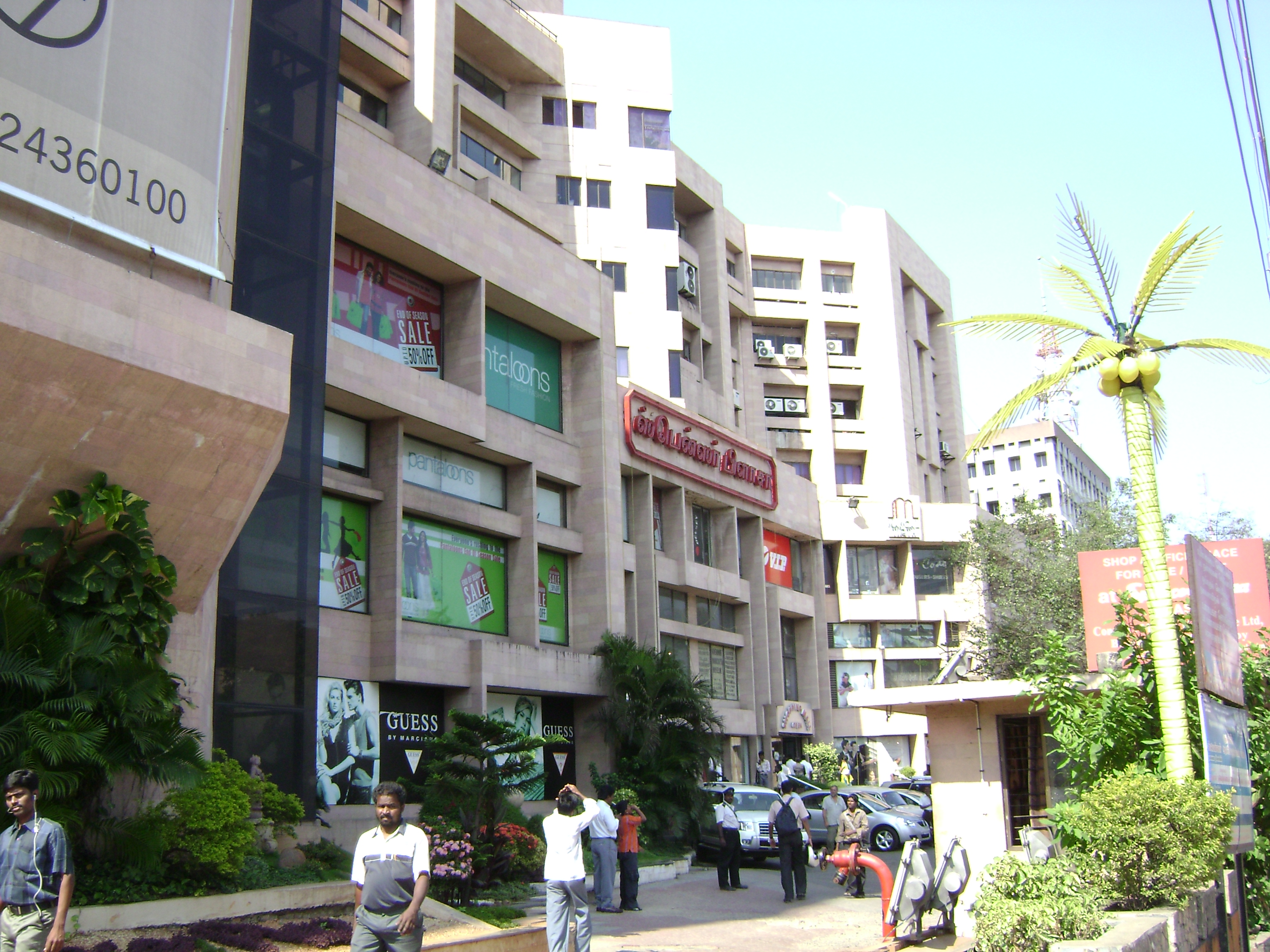
Spencer Plaza vue d'extérieur
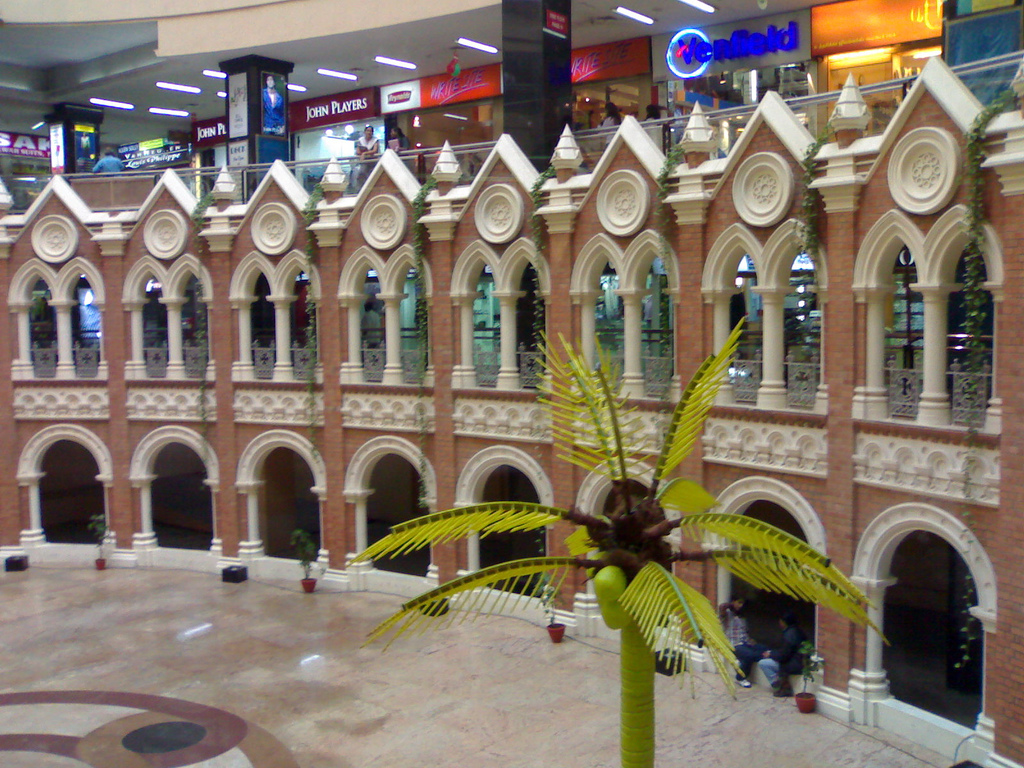
À l'intérieur du  centre commercial
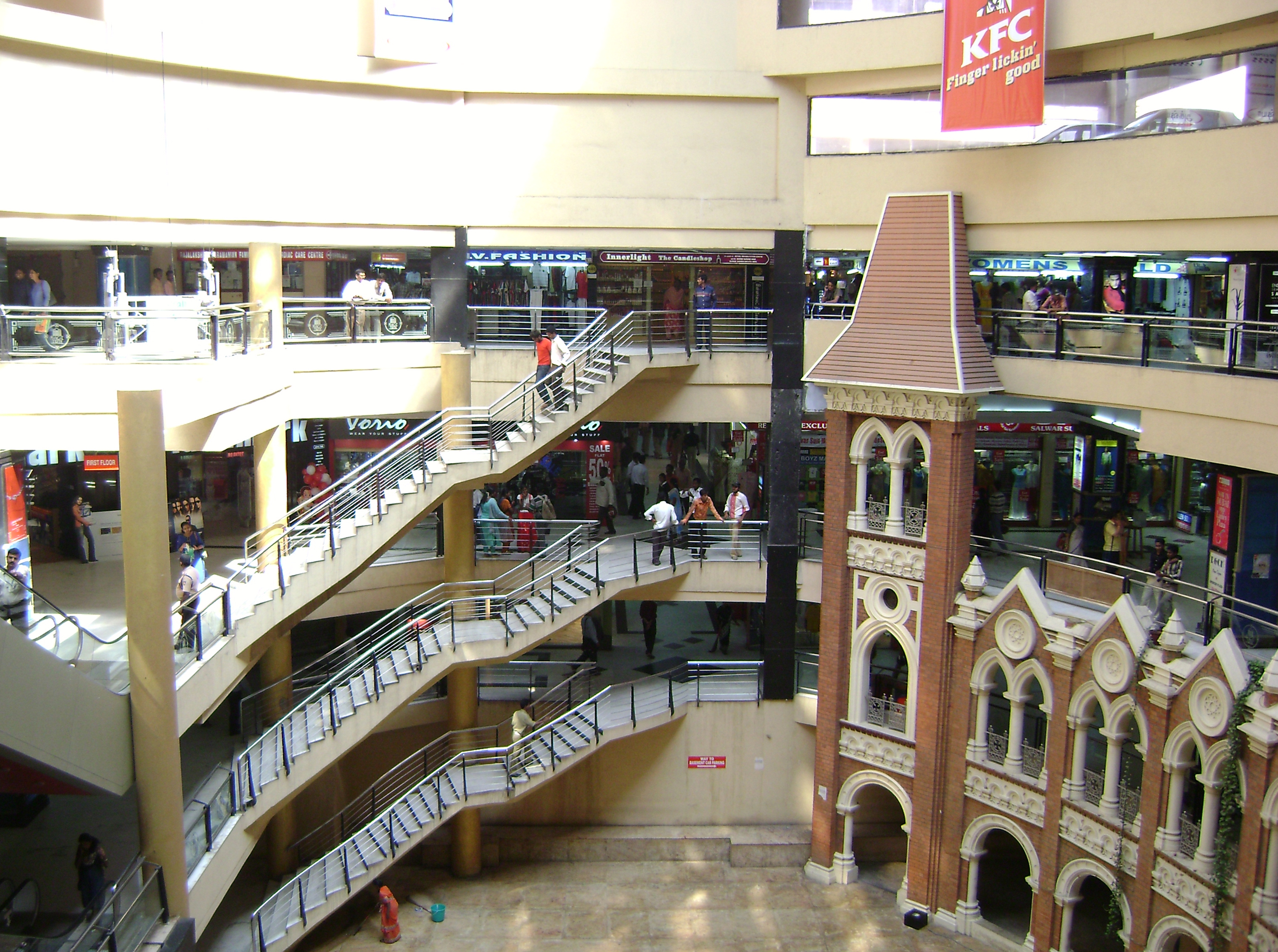
À l'intérieur de la troisième phase du centre commercial
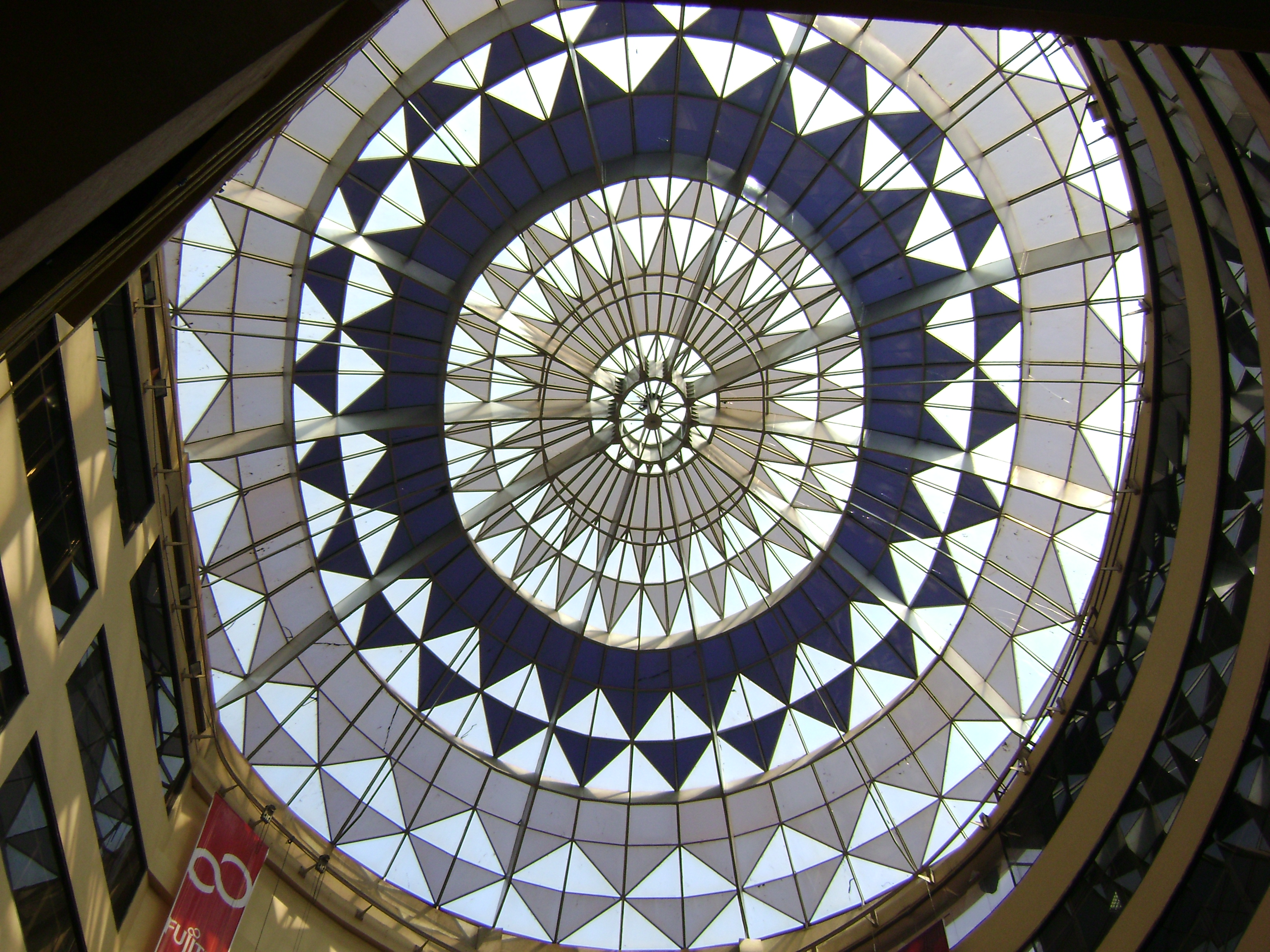
Toit en verre à la troisième phase du centre commercial